# 高知県道323号作屋影野停車場線
高知県道323号作屋影野停車場線（こうちけんどう323ごう さくやかげのていしゃじょうせん）は、高知県高岡郡四万十町を通る一般県道である。

## 概要
高岡郡四万十町作屋から高岡郡四万十町下呉地に至る。
この県道の前身は、営林署（小林区署）が明治30年代に建設した林道森ヶ内線で、松葉川村森ヶ内から仁井田村下呉地の貯木場へ木材を運ぶための道路として使用され、木材輸送は林道横にトロッコ用のレールを敷設し、トロッコや森林軌道用機関車で輸送されていた。
昭和のはじめ、木材輸送にガソリン機関車が導入されたのと同時期に、地元の要望により幅員拡張が行われ、森ヶ内 - 作屋 - 影野線として県道に昇格した。昭和30年頃には森林軌道による木材輸送からトラックによる輸送に移行し、森林軌道用のレールは撤去されている。
1959年（昭和34年）4月20日、この旧県道の一部区間、高岡郡四万十町作屋から下呉地までが高知県道作屋影野停車場線に指定されることとなった。
現在では全線舗装道路となり、高知県道19号窪川船戸線との重複区間や単独区間の一部が片側一車線、他はセンターラインのない一車線道路となっている。

### 路線データ
- 起点：高岡郡四万十町作屋（高知県道322号松原窪川線交点）
- 終点：高岡郡四万十町下呉地（国道56号交点）
- 総延長：5,660 m[注釈 1][1]

## 歴史
- 1959年（昭和34年）4月20日 - 路線認定[1]。

## 路線状況

### 重複区間
- 高知県道19号窪川船戸線（高岡郡四万十町七里）

### 道路施設

#### 橋梁
- 松葉川橋（四万十川、高岡郡四万十町）

延長124.3 m、幅4.2 m、1957年（昭和32年）完成 、橋梁の中央付近で幅員が変化する
- 七里なかよし橋（高岡郡四万十町）

2018年（平成30年）完成
- 灰高橋（高岡郡四万十町）

延長22.6 m、幅9.8 m、2015年（平成27年）完成 
- 越前橋（高岡郡四万十町）

2020年（令和2年）完成
- 勝賀野橋（高岡郡四万十町）

延長24.7 m、幅9.8 m、2010年（平成22年）完成 

#### トンネル
- 笹の越隧道：延長98 m、幅5.0 m、1948年（昭和23年）竣工、高岡郡四万十町（高さ制限3.6 mあり）

## 地理

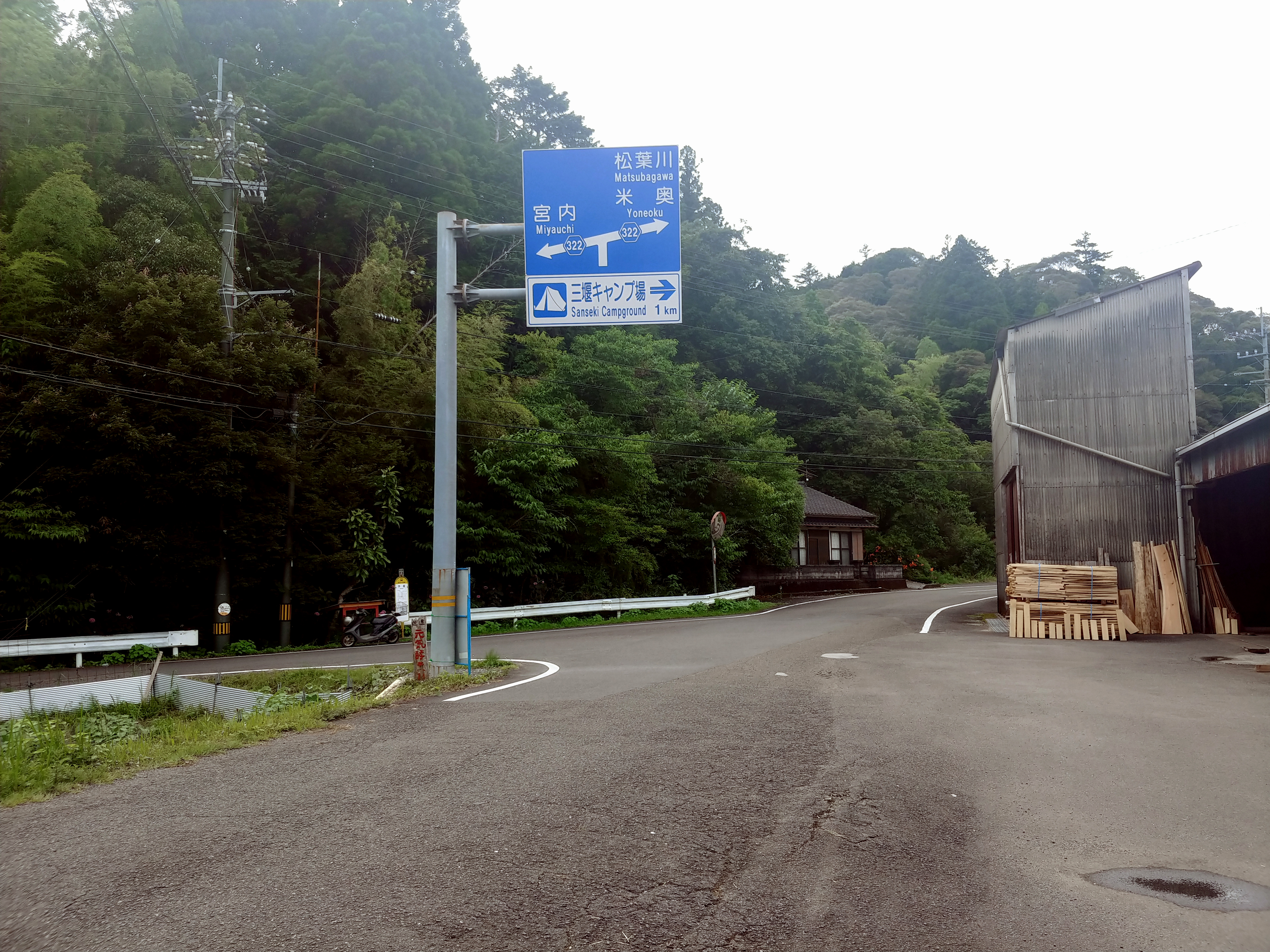
高知県道323号起点
高岡郡四万十町作屋

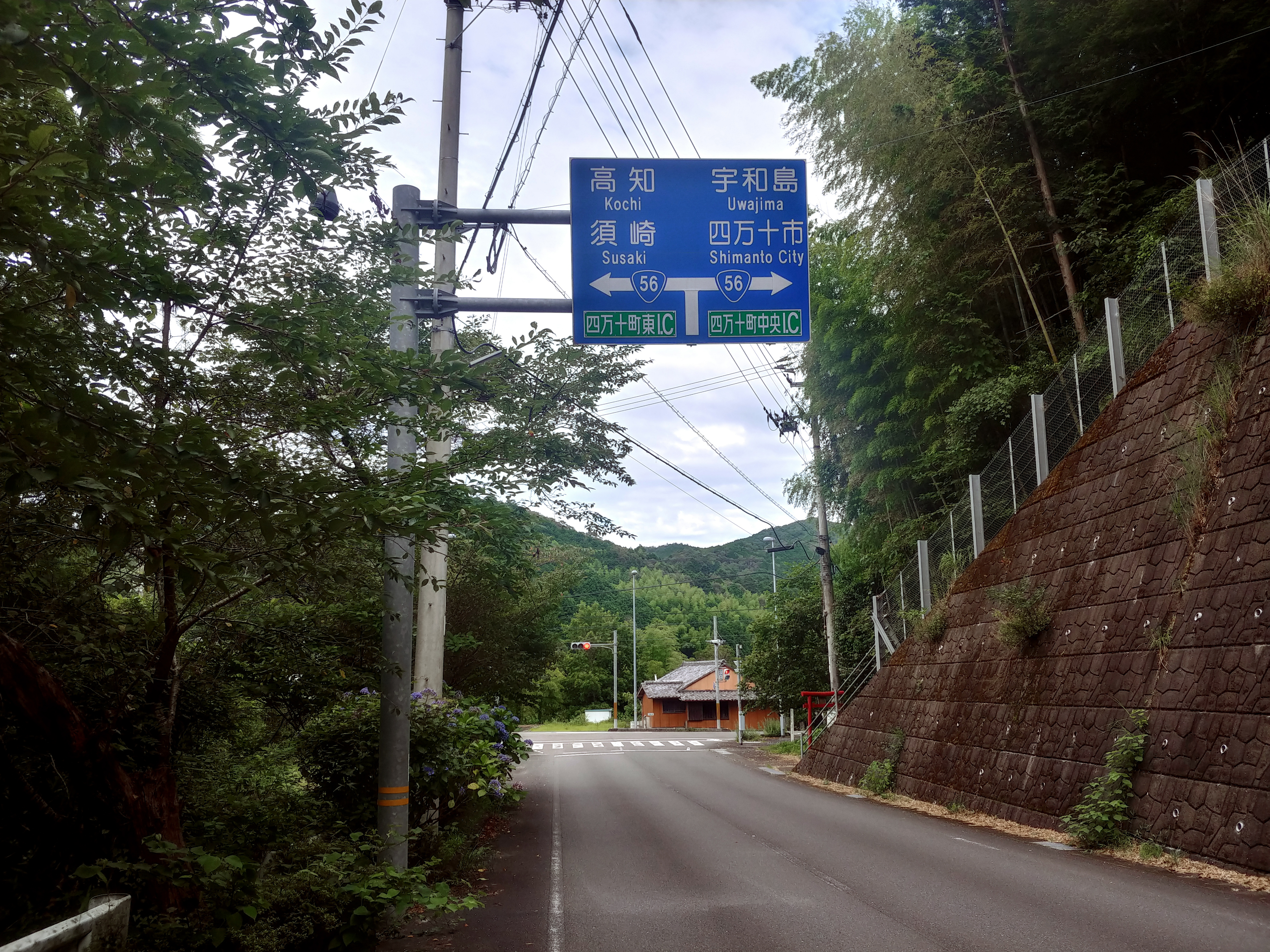
高知県道323号終点
高岡郡四万十町下呉地

### 通過する自治体
- 高知県
  - 高岡郡四万十町

### 交差する道路
| 交差する道路                        | 交差する場所 | 交差する場所 |
| ----------------------------------- | ------------ | ------------ |
| 高知県道322号松原窪川線             | 作屋         | 起点         |
| 高知県道19号窪川船戸線 重複区間起点 | 七里         |              |
| 高知県道19号窪川船戸線 重複区間終点 | 七里         |              |
| 国道56号 国道381号 重複             | 下呉地       | 終点         |

### 沿線
- 四万十町立七里小学校
- JR四国土讃線 影野駅（終点付近）